# Барали
Барали (итал. Barrali) је насеље у Италији у округу Каљари, региону Сардинија.
Према процени из 2011. у насељу је живело 1074 становника. Насеље се налази на надморској висини од 139 м.

## Становништво
Према резултатима пописа становништва 2011. у општини је живело 1.139 становника.
| 1931. | 1936. | 1951. | 1961. | 1971. | 1981. | 1991. | 2001. | 2011. |
| ----- | ----- | ----- | ----- | ----- | ----- | ----- | ----- | ----- |
| 506   | 530   | 677   | 805   | 849   | 947   | 1.025 | 1.076 | 1.139 |